# توماس تابلينج
توماس كاي تابلينغ (30 أكتوبر 1855 - 11 أبريل 1891) رجل أعمال وسياسي إنجليزي. كان من هواة لعب الكريكيت من الدرجة الأولى ،وكان أيضاً من هواة جمع الطوابع البارزين حيث جمع مجموعة طوابع تعتبر واحدة من أعظم مجموعات طوابع البريد في عصرهِ.

## نشأته
وُلد تابلينغ في دولويتش بلندن، وتلقى تعليمه في البداية بالمنزل ثم في مدرسة هارو منذ سن 15 عامًا. ثم التحق بعد ذلك بكلية ترينيتي في كامبريدج، وتخرج منها بدرجة بكالوريوس وليسانس في عام 1880، ثم حصل على شهادة ماجستير في عام 1883. كان والده (توماس تابلينغ أيضاً) رجل أعمال جمع ثروة من صناعة السجاد والمفروشات المنزلية. وكانت والدته آني إليزابيث تابلينج (اسمها الحقيقي كاي).

## أعماله
كان تابلينج ينوي في الأصل العمل في مجال المحاماة، وتم استدعاؤه إلى نقابة المحامين في ميدل تمبل للعمل كمحام بالقضاء العالي.
ولكن في عام 1882، توفي والدهُ (توماس تابلينغ الأب)، واضطر إلى التخلي عن خططهِ وتولى تابلينغ إدارة أعمال العائلة في شركة توماس تابلينغ وابنه. ولا يبدو أن هذا الأمر كان عبئاً عليهِ وازدهرت أعمال الشركة وتوسعت، مما وفر لهُ المال للسفر وجمع مجموعة كبيرة من الطوابع البريدية. وقد اشتهر كصاحب عمل مستنير، حيث كان يشدد على الاعتدال والتوفير لموظفيه.

## لعبة الكركيت
كان تابلينغ لاعب كريكيت من الدرجة الأولى في جامعة كامبريدج، حيث شارك مع كلية ترينيتي ونادي كلية ترينيتي للعطلات الطويلة ونادي جامعة كامبريدج للعطلات الطويلة. ولعب مع نادي ماريليبون للكريكيت (MCC) ضد جامعة كامبريدج في عام 1886، وهي مباراة صُنِّفت بأثر رجعي من الدرجة الأولى حسب بعض المصادر؛ وكان هذا ظهوره الوحيد في لعبة الكريكيت من الدرجة الأولى. لقد كان ضارباً باليد اليمنى وحارساً.
دُعي تابلينج للانضمام إلى فريق جورج فيرنون في جولة 1889/90 في سيلان والهند. وافق لكنه تأخر في الانضمام إلى الفريق بعد مرض أحد أصدقائه المقربين في إيطاليا واختار البقاء معه. وصل تابلينغ إلى الهند قبل عيد الميلاد عام 1889 وشارك في ست مباريات بين ذلك الوقت ونهاية فبراير.

## حياته السياسية
كان تابلينغ عضوًا في البرلمان عن حزب المحافظين (عضو البرلمان) عن قسم هاربورو في ليسترشير من عام 1886 إلى عام 1891. وكان عضواً في اللجنة الدائمة للتجارة.

## هواية جمع الطوابع
بدأ تابلينغ جمع الطوابع عندما كان تلميذاً في المدرسة عام 1865. وخلال عقدي السبعينيات والثمانينيات من القرن التاسع عشر اشترى مجموعات موجودة من هواة جمع الطوابع الآخرين، بما في ذلك مجموعات ويليام إيمدج وويليام ويستوبي وإدوارد ب. إيفانز وغوستاف ومارسيال كايلبوت. وبحلول عام 1887 كانت مجموعته تأتي في المرتبة الثانية بعد مجموعة فيليب فيراري دي لارينوتيير. وكان من بين مقتنياتهِ العديد من النوادر المشهورة عالمياً، بما في ذلك قيمتي "مكتب" موريشيوس و"مكتب البريد" وثلاثة نماذج من لوحة "أناس الهند الأربعة" ذات الرأس المقلوب. وهي المجموعة الخاصة الوحيدة السليمة التي تشكلت خلال القرن التاسع عشر، مع أمثلة من كل الطوابع التي صدرت في جميع أنحاء العالم حتى عام 1889.
في عام 1870 أو 1871 انضم تابلينج إلى جمعية هواة جمع الطوابع في لندن (التي أصبحت فيما بعد الجمعية الملكية لهواة الطوابع)، وانتُخب عضوًا في لجنتها في عام 1876. وأصبح نائبًا للرئيس في عام 1881 بعد وفاة الرئيس السابق في حادث سكة حديد. وقد أنشأت الجمعية الملكية لهواة الطوابع ميدالية تابلينج الفضية تخليدًا لذكراه ومنحته لأول مرة في عام 1920. وقد سُجِّل اسمه في رابطة هواة جمع الطوابع المتميزين في عام 1921 كأحد "آباء هواة جمع الطوابع" الأصليين.

## وفاته والإرث
توفي تابلينغ عن عمر يناهز 35 عاماً بسبب التهاب الجنب في غوملي هول، ماركت هاربورو في ليسترشير.
وقد أوصى بإعطاء مجموعته إلى المتحف البريطاني. وهي حاليًا تعرف بمجموعة تابلينغ في مجموعات طوابع البريد بالمكتبة البريطانية. تتضمن المجموعة هذه النوادر:
- جولد كوست: 1883 (مايو) 1883 (مايو) 1د على 4د أرجواني فريد من نوعه.
- بريطانيا العظمى: 1858-1978-1979 1د أحمر، لوحة 77، واحدة من عدد قليل معروف.
- هاواي: 1851-1851-52 2 سنت إلى 13 سنت (كلا النوعين)، "المبشرون".
- الهند: 1854 4 سنتات زرقاء وحمراء باهتة 1854، رأس خطأ مقلوب، اثنان مستعملان على غلاف، فريدة من نوعها.
- موريشيوس: 1847 1د أحمر مستعمل على الغلاف و2د أزرق، إصدار "مكتب البريد".
- إسبانيا: 1851: 2 ريال، خطأ في اللون، واحد من ثلاثة معروفين.
- سويسرا: زيوريخ: 1843 زيوريخ: 1843 4 رابن، الشريط الأفقي الفريد غير المقطوع المكون من خمسة.
- أوروجواي: 1858: 1858 120 سنتافو أزرق و180 سنتافو أخضر، في أزواج من خمسة معروفة.
- أستراليا الغربية: 1854-1955: 1854-55 4د أزرق، إطار الخطأ مقلوب.

كما تتضمن مجموعتهِ عددًا كبيرًا من الأصناف الملونة من الإصدارات البريدية الأمريكية القديمة.

## روابط خارجية
- توماس تابلينج